# Megastethodon horrificus
Megastethodon horrificus är en insektsart som först beskrevs av Butler 1874.  Megastethodon horrificus ingår i släktet Megastethodon och familjen spottstritar. Inga underarter finns listade i Catalogue of Life.